# Lasioglossum robertsoni
Lasioglossum robertsoni är en biart som först beskrevs av Crawford 1906.  Lasioglossum robertsoni ingår i släktet smalbin, och familjen vägbin. Inga underarter finns listade i Catalogue of Life.